# Jerzy Lutostański
Jerzy Lutostański herbu Jelita (ur. 11 stycznia 1919 w Nieborzynie, zm. 19 września 1939 pod Laskami) – podporucznik rezerwy kawalerii Wojska Polskiego.

## Życiorys
Jerzy Lutostański urodził się 11 stycznia 1919 roku w Nieborzynie, w ówczesnym powiecie słupeckim guberni kaliskiej, w rodzinie Wacława Władysława (1865-1935) i Marii z Dąmbskich (1880-1964). Był bratem Zofii Lissowskiej (1911-1942), Władysława (1912-1944) i Jana (1919-2005).
W 1936 roku ukończył Gimnazjum im. Karola Marcinkowskiego w Poznaniu. W latach 1936–1937 odbył praktykę rolniczą. Od 21 września 1937 roku do 15 lipca 1938 roku był słuchaczem Szkoły Podchorążych Rezerwy Kawalerii w Grudziądzu. Szkołę ukończył z 1. lokatą w stopniu tytularnego plutonowego podchorążego. Od 15 sierpnia do 20 września 1938 roku odbył praktykę w 2 szwadronie 7 Pułku Strzelców Konnych Wielkopolskich w Poznaniu. Awansowany do stopnia wachmistrza. W 1938 rozpoczął studia rolnicze w Szkole Głównej Gospodarstwa Wiejskiego w Warszawie. Od 15 lipca 1939 roku odbywał ćwiczenia rezerwy w 7 Pułku Strzelców Konnych Wielkopolskich. Awansowany na starszego wachmistrza, a następnie na podporucznika.
W czasie kampanii wrześniowej 1939 roku walczył jako oficer informacyjny 7 Pułku Strzelców Konnych Wielkopolskich. 9 września został oficerem ordynansowym i dowódcą pocztu. Poległ 19 września 1939 roku podczas patrolu pod Laskami w Puszczy Kampinoskiej. Ze względu na toczące się walki nie został pochowany przez żołnierzy 7 Pułku. Miejsce pochówku nie jest znane. Należał do Polskiej Korporacji Akademickiej Jagiellonia.

## Ordery i odznaczenia
- Krzyż Srebrny Orderu Wojskowego Virtuti Militari[9][10]